# Associação Académica do Fogo
Associação Académica do Fogo is een Kaapverdische voetbalclub uit São Filipe. De club speelt in de Fogo Island League, waarvan de kampioen deelneemt aan het Kaapverdisch voetbalkampioenschap, de eindronde om de landstitel.

## Erelijst
Eilandskampioen
1984/85, 1986/87, 1987/88, 1990/91, 1992/93, 1994/95, 1996/97, 2001/02, 2004/05, 2007/08, 2011/12, 2012/13, 2013/14
Eilandsbeker
2002